# Adelpha cytherea
Adelpha cytherea, a irmã de bandas lisas, é uma espécie de borboleta da família nymphalidae. Ela é encontrada na América Central e do Sul.

## Subespecies
- A. c. cytherea (Peru, Bolívia)
- A. c. aea (C. & R. Felder, [1867]) (Brasil: Espírito Santo, Rio de Janeiro (RJ)[2]
- A. c. daguana Fruhstorfer, 1913 (Equador, Colômbia)
- A. c. insularis Fruhstorfer, 1913 (Trindade)
- A. c. marcia Fruhstorfer, 1913 (Honduras e Guatemala Colômbia)
- A. c. nahua Grose-Smith, 1898 (Venezuela, Colômbia)
- A. c. olbia (C. & R. Felder, [1867]) (Colômbia)